# 村上宣寛
村上 宣寛（むらかみ よしひろ、1950年 - ）は、日本の心理学者、富山大学元教授。愛媛県生まれ、大阪府堺市育ち。心理学者の村上千恵子は妻。

## 人物
専門領域は性格測定で主要5因子性格検査の研究者として知られる。村上水軍の末裔でもある。1973年同志社大学文学部心理学専攻卒業、76年京都大学大学院教育学研究科修士課程修了。富山大学教育学部助教授、人間発達科学部教授。専門は認知心理学、統計分析、性格測定に関するプログラム開発等。心理検査MMPI関連の著作も有名であったが、2020年に急遽発売が中止され、関連ページも削除された。登山家・野宿研究家でもあり、これらの著作も多い。

## 著作
- 『最新コンピュータ診断性格テスト;こころは測れるのか』日刊工業新聞社、1993年
- 『やさしいDelphi』日刊工業新聞社、1997年
- 『「心理テスト」はウソでした。受けたみんなが馬鹿を見た』日経BP社、2005年　のち講談社+α文庫（内田クレペリン精神検査の考察）
- 『心理尺度のつくり方』北大路書房、2006年
- 『IQってホントは何なんだ? 知能をめぐる神話と真実』日経BP社、2007年
- 『心理学で何がわかるか』ちくま新書、2009年
- 『性格のパワー 世界最先端の心理学研究でここまで解明された』日経BP社、2011年
- 『あざむかれる知性: 本や論文はどこまで正しいか』ちくま新書、2015年

### 村上千恵子との共著
- 『パーソナルコンピュータによるロールシャッハ採点システム』インフォメーションサイエンス、1986年
- 『なぞときロールシャッハ :ロールシャッハ・システムの案内と展望』学芸図書、1988年
- 『ロールシャッハ・テスト;自動診断システムへの招待』日本文化科学社、1991年
- 『コンピュータ心理診断法 :MINI,MMPI-1自動診断システムへの招待』学芸図書、1992年　※筑摩書房へ移行[3]
- 『性格は五次元だった 性格心理学入門』培風館、1999年
- 『主要5因子性格検査ハンドブック 性格測定の基礎から主要5因子の世界へ』学芸図書、2001年　※筑摩書房へ移行[4]
- 『臨床心理アセスメントハンドブック』北大路書房、2004年
- 『MMPI-1/MINI/MINI-124ハンドブック　改訂版』筑摩書房、2017年　※廃刊[5]

### アウトドア・登山関係
- 『野宿完全マニュアル 究極のアウトドア案内』三一新書、1996年
- 『野宿のすすめ 女を野宿に連れ出す方法』三一書房、1998年
- 『アウトドア道具考 バックパッキングの世界』春秋社、2001年
- 『野宿大全;究極のアウトドアへの招待』三一書房、2007年
- 『ハイキング・ハンドブック』新曜社、2013年
- 『米国ハイキング大全』エイ出版社、2018年